# 南前川
南前川（みなみまえかわ）は、埼玉県川口市の町名。現行行政地名は南前川一丁目および二丁目。住居表示実施地区。郵便番号は333-0846。

## 地理
川口市西部に位置し、主に住宅地となっている。緑川が流れる。

## 歴史

### 沿革
- 1976年（昭和51年）1月12日 - 前川町一丁目の一部から住居表示が実施され南前川一丁目〜二丁目が成立[5]。
- 2013年（平成25年）11月6日 - 地内の工場跡地にカスミが開業する[6]。

## 世帯数と人口
2018年（平成30年）3月1日現在の世帯数と人口は以下の通りである。
| 丁目         | 世帯数    | 人口    |
| ------------ | --------- | ------- |
| 南前川一丁目 | 382世帯   | 811人   |
| 南前川二丁目 | 880世帯   | 1,856人 |
| 計           | 1,262世帯 | 2,667人 |

## 小・中学校の学区
市立小・中学校に通う場合、学区は以下の通りとなる。
| 丁目         | 番地 | 小学校               | 中学校               |
| ------------ | ---- | -------------------- | -------------------- |
| 南前川一丁目 | 全域 | 川口市立上青木小学校 | 川口市立上青木中学校 |
| 南前川二丁目 | 全域 | 川口市立上青木小学校 | 川口市立上青木中学校 |

## 交通

### 鉄道
町内に鉄道は敷設されていない。最寄り駅はJR東日本京浜東北線蕨駅である。

### 道路
- 埼玉県道111号蕨桜町線
- 青木町公園通り

## 施設
一丁目
- 埼玉県立川口工業高等学校
- カスミ[6]
- 前川南グラウンド
- 前川1丁目児童遊園

二丁目
- 川口市立 前川南公民館
- 前川南保育園
- 前川南公園